# Uhati klobučnjak
Uhati klobučnjak (znanstveno ime Aurelia aurita) je ožigalkar iz družine Ulmaridae.
Uhati klobučnjak je ena od desetih morfološko skoraj identičnih vrst iz rodu Aurelia. Brez genetskih preiskav je vrste tega rodu med seboj praktično nemogoče ločiti, zaradi česar so podatki o vseh vrstah tega rodu praktično enaki. Klobučnjak je prozoren, premer klobuka pa je povprečno med 25-40 cm, prepoznamo pa ga po štirih podkvičasto oblikovanih oblikah, na katere so pritrjene ožigalke in so jasno vidne skozi zgornji del klobuka. Kot vse ostale vrste meduz je tudi uhati klobučnjak omejen pri premikanju in ga prenaša vodni tok.  

## Razširjenost
Celoten rod Aurelia je razširjen po vseh morjih sveta. Tako jih najdemo od 40° južno do 70° severno (J.E. Purcell, et al. 2001). Uhati klobučnjak, ki ga je z gensko analizo preučeval Michael Dawson je razširjen od vzhodne obale Atlanskega oceana Severne Evrope do zahodne atlantske obale Severne Amerike. Na splošno je rod Aurelia najbolj razširjen v zalivih in pristaniščih (Russell, 1953). Rod lahko preživi v vodah temperatur od -6 °C do 31 °C, najbolj pa mu ugajajo temperature med 9 °C in 19 °C (Rodriguez, 1996).  Uhati klobučnjak je najpogostejši v srednje toplih morjih s stalnimi vodnimi tokovi (Rodriguez, 1996). Najnižja slanost vode, v kateri je bil doselj najden uhati klobučnjak je bila 3 ppt, najpogosteje pa ga najdemo v vodah s slanostjo nad 23 ppt.

## Prehranjevanje
Uhati klobučnjak in druge vrste iz rodu Aurelia se prehranjujejo s planktonom, v katerem so ličinke školjk, deseteronožcev in drugih morskih živali, prehranjujejo pa se tudi z ribjimi ikrami ter drugim zooplanktonom ter manjšimi morskimi organizmi (Rodriguez, 1996). Tako odrasli klobučnjaki kot njihove ličinke imajo ožigalke, s katerimi lovijo plen in s katerimi se branijo pred plenilci. Ujeti plen ovijejo s sluzjo in ga nato potisnejo v gastrovaskularno odprtino, kjer ga predelajo s prebavnimi sokovi in vsrkajo v telo. Malo je znanega o potrebah teh klobučnjakov po mineralih in vitaminih, prisotnost nekaterih encimov pa daje slutiti, da je uhati klobučnjak sposoben predelati ogljikove hidrate, beljakovine in lipide (Arai, 1997).